# Yzosse
Yzosse là một xã, thuộc tỉnh Landes trong vùng Nouvelle-Aquitaine. Xã này có diện tích 5,32 kilômét vuông, dân số năm 2006 là 389 người. Xã này nằm ở khu vực có độ cao trung bình 10 mét trên mực nước biển.

## Biến động dân số
| 1962                                         | 1968 | 1975 | 1982 | 1990 | 1999 | 2006 |
| -------------------------------------------- | ---- | ---- | ---- | ---- | ---- | ---- |
| 295                                          | 298  | 291  | 333  | 312  | 430  | 389  |
| Số liệu từ năm 1962, dân số không tính trùng |      |      |      |      |      |      |